# Пеніцилін (комплекс артрозвідки)
1Б75 «Пеніцилін» (рос. 1Б75 «Пенициллин») — російський комплекс артилерійської розвідки. Розробник комплексу російська державна корпорація «Ростех».
Випробування цього комплексу завершилися у листопаді 2018 року. Перші комплекси поставлені у війська в грудні 2020 року.

## Загальна інформація
Комплекс приймає та обробляє акустичні сигнали від пострілів (розривів) і видає інформацію про місце розриву снарядів, точності попадання, а також повідомляє місцезнаходження орудій супротивника. Він виконує пошук вогневих позицій артилерійських орудій, мінометів, РСЗВ та стартових позицій зенітних та тактичних ракет противника в радіусі до 25 кілометрів, з одночасним коригуванням вогню (стрільби) своєї артилерії. Час отримання координат одиночної цілі не перевищує 5 секунд. Крім того, "Пеніцилін" заздалегідь визначає місця падіння снарядів противника.
У комплексі 1Б75 «Пеніцилін» використовуються чотири звукотеплові локатори, велика стабілізаційна платформа та оптико-електронний модуль для визначення шумів та кінетичної енергії. Він оснащений шістьма звичайними та шістьма тепловізійними камерами для високошвидкісного сортування даних.
Дальність радіозв'язку із зовнішніми абонентами сягає 40 км. Він може коригувати вогонь як однієї батареї, так і по черзі кожної батареї дивізіону.
Щоб уникнути помилок «людського фактора», комплекс повністю автоматизований.
«Пеніцилін» виконаний на чотирьохвісному автомобільному шасі. Позаду кабіни розміщено блок обладнання з мачтою яка підіймається та КУНГ з апаратурою і місцями екипажа. Передбачені домкрати для горизонтування на позиції. Також до складу комплекса входить виносний генератор для енергозабезпечення працюючих систем. На підйомній мачті встановлено рухомий оптико-електроний модуль «Пенициллин-ОЭМ».До складу також входить набір звукоприймачів. Вони виконані у вигляді окремих модулів, які встановлюють на ґрунт за відповідно схемою .

## Оператори
- Росія 
  - 6-а армія Західного військового округу.[4]